# Olympische Sommerspiele 2008/Teilnehmer (Mexiko)
| Gelbes Symbol für Goldmedaillen mit stilisierten Olympischen Ringen | Graues Symbol für Silbermedaillen mit stilisierten Olympischen Ringen | Braundes Symbol für Bronzemedaillen mit stilisierten Olympischen Ringen |
| ------------------------------------------------------------------- | --------------------------------------------------------------------- | ----------------------------------------------------------------------- |
| 2                                                                   | —                                                                     | 2                                                                       |

Mexiko war mit der Teilnahme an den Olympischen Sommerspielen 2008 in Peking insgesamt zum 21. Mal bei Olympischen Spielen vertreten. Die erste Teilnahme war 1900. Flaggenträger bei der Eröffnungsfeier war die Wasserspringerin Paola Espinosa. Bei der Schlussfeier wurde die mexikanische Fahne von der Synchronpartnerin von Espinosa Tatiana Ortiz getragen. Im Vergleich zu den Olympischen Spielen 2004 in Athen sank zwar die Anzahl der Medaillen für Mexiko von 4 auf 3, 2004 konnten die mexikanischen Athleten jedoch keine Goldmedaille erringen – in Peking dagegen waren sie mit 2 Goldmedaillen erfolgreicher.

## Medaillen

### Medaillenspiegel
| Medaillenspiegel Mexiko | Medaillenspiegel Mexiko | Medaillenspiegel Mexiko      | Medaillenspiegel Mexiko   | Medaillenspiegel Mexiko   | Medaillenspiegel Mexiko |
| Platz                   | Sportart                | Goldmedaille – Olympiasieger | Silbermedaille – 2. Platz | Bronzemedaille – 3. Platz | Gesamt                  |
| ----------------------- | ----------------------- | ---------------------------- | ------------------------- | ------------------------- | ----------------------- |
| 1                       | Taekwondo               | 2                            | –                         | –                         | 2                       |
| 2                       | Gewichtheben            | –                            | –                         | 1                         | 1                       |
| 2                       | Wasserspringen          | –                            | –                         | 1                         | 1                       |
| Gesamt                  | Gesamt                  | 2                            | –                         | 1                         | 3                       |

### Medaillengewinner

#### Gold
| Name            | Sportart  | Wettkampf                 |
| --------------- | --------- | ------------------------- |
| Guillermo Pérez | Taekwondo | Klasse unter 58 kg Männer |
| María Espinoza  | Taekwondo | Klasse über 67 kg Frauen  |

#### Bronze
| Name                          | Sportart       | Wettkampf                    |
| ----------------------------- | -------------- | ---------------------------- |
| Damaris Gabriela Aguirre      | Gewichtheben   | Frauen bis 75 kg             |
| Paola Espinosa, Tatiana Ortiz | Wasserspringen | Synchronspringen 10 m Frauen |

## Teilnehmer nach Sportart

### Badminton
- Deyanira Angulo
Dameneinzel, scheiterte in Runde 1 an der Ägypterin Hadia Hosny

### Bogenschießen
- Juan René Serrano
Männer, Serrano setzte sich gegen Joseph Muaausa aus Samoa, Daniel Morillo aus Spanien, Maksim Kunda aus Weißrussland und Vic Wunderle aus den Vereinigten Staaten durch, ehe er im Halbfinale an dem Südkoreaner Park Kyung-mo scheiterte. Auch im Kampf um Bronze gegen den Russen Bair Badjonow konnte sich Serrano nicht durchsetzen und erlangte den vierten Platz.
- Luis Eduardo Vélez
Männer, Vélez erreichte den 52. Platz
- Mariana Avitia
Frauen, Avitia, die zum Zeitpunkt der Spiele erst 14 Jahre alt war, kam auf den 8. Platz
- Aída Román
Frauen, 13. Platz

### Boxen
- Oscar Valdez
Männer, Bantamgewicht
- Arturo Santos Reyes
Männer, Federgewicht
- Francisco Vargas
Männer, Leichtgewicht

### Fechten
- Angélica Larios
Frauen, Säbel Einzel

### Gewichtheben
- Luz Mercedes Acosta
Frauen, Klasse bis 63 kg
- Damaris Gabriela Aguirre
Frauen, Klasse bis 75 kg (Bronze )

### Judo
- Arturo Martinez Rivera
Männer, Halbschwergewicht (bis 100 kg)
- Vanessa Martina Zambotti
Frauen, Schwergewicht (über 78 kg)

### Kanu

#### Kanurennen
| Männer                                      | Männer                 |
| ------------------------------------------- | ---------------------- |
| José Everardo Cristóbal                     | Einer-Canadier 1000 m  |
| José Everardo Cristóbal Dimas Camilo Cortes | Zweier-Canadier 500 m  |
| José Everardo Cristóbal Dimas Camilo Cortes | Zweier-Canadier 1000 m |
| Manuel Cortina                              | Einer-Kajak 500 m      |
| Manuel Cortina                              | Einer-Kajak 1000 m     |

### Leichtathletik
| Disziplin         | Männer                                            | Frauen |
| ----------------- | ------------------------------------------------- | --- |
| 400-Meter-Sprint  |                                                   | Gabriela Medina (23. Platz)                                                                                          |
| 4 × 400 m         |                                                   | Gabriela Medina, Zudikey Rodríguez, Nallely Vela Rascon, Ruth del Carmen Grajeda, Maria Teresa Rugerio, Karla Dueñas |
| 1500-Meter-Lauf   | Juan Luis Barrios                                 | |
| 5000-Meter-Lauf   | Juan Luis Barrios David Galván                    | |
| 10.000-Meter-Lauf | David Galván Alejandro Suárez Juan Carlos Romero  | Dulce María Rodríguez                                                                                                |
| Marathon          | Carlos Cordero Procopio Franco Francisco Bautista | Madaí Pérez (19. Platz) Patricia Rétiz Karina Pérez                                                                  |
| 20-km-Gehen       | Eder Sánchez David Mejia Hernandez                | |
| 50-km-Gehen       | Horacio Nava Mario Iván Flores Jesús Sánchez      | |
| Hochsprung        | Gerardo Martínez                                  | Romary Rifka |
| Stabhochsprung    | Giovanni Lanaro                                   | |

### Moderner Fünfkampf
- Oscar Soto Carillo
Männer
- Marlene Sánchez
Frauen

### Radsport

#### Straße
| Männer                       | Männer        |
| ---------------------------- | ------------- |
| Moisés Aldape                | Straßenrennen |
| Frauen                       |               |
| Alessandra Giuseppina Grassi | Straßenrennen |

### Reiten
| Athlet                                                           | Disziplin               |
| ---------------------------------------------------------------- | ----------------------- |
| Bernadette Pujals                                                | Dressur                 |
| Antonio Chedraui                                                 | Springreiten Einzel     |
| Federico Fernández                                               | Springreiten Einzel     |
| Enrique González                                                 | Springreiten Einzel     |
| Alberto Michán                                                   | Springreiten Einzel     |
| Jose Chedraui Federico Fernández Enrique González Alberto Michán | Springreiten Mannschaft |

### Ringen
- Larry Langowski
Männer, Freistil Klasse bis 120 kg (Superschwergewicht)

### Rudern
- Patrick Loliger
Männer, Einer
- Gabriela Huerta, Lila Perez
Frauen, Leichtgewichts-Doppelzweier

### Schießen
- Roberto José Elías
Männer, Luftgewehr 10 Meter
- José Luis Sánchez
Männer, Luftgewehr 10 Meter
- Ariel Mauricio Flores
Männer, Skeet
- Natalia Zamora
Frauen, Kleinkaliber Dreistellungskampf 50 Meter

### Schwimmen
| Männer                    | Männer              |
| ------------------------- | ------------------- |
| Juan Veloz                | 100 m Schmetterling |
| Juan Veloz                | 200 m Schmetterling |
| Luis Escobar              | 10 km Marathon      |
| Frauen                    |                     |
| Charetzeni Susana Escobar | 400 m Freistil      |
| Charetzeni Susana Escobar | 800 m Freistil      |
| Charetzeni Susana Escobar | 400 m Lagen         |
| Adriana Marmolejo         | 100 m Brust         |
| Adriana Marmolejo         | 200 m Brust         |
| Fernanda González         | 100 m Rücken        |
| Fernanda González         | 200 m Rücken        |
| Imelda Martinez Gomez     | 10 km Marathon      |

### Segeln
- David Mier
Männer, Windsurfen
- Demita Vega de Lille
Frauen, Windsurfen
- Tania Elias Calles
Frauen, Laser Radial

### Synchronschwimmen
- Mariana Aneth Cifuentes, Blanca Isabel Delgado
Duett

### Taekwondo
- Guillermo Pérez
Männer, Klasse bis 58 kg: Gold
- Idulio Islas
Männer, Klasse bis 68 kg
- María Espinoza
Frauen, Klasse über 67 kg: Gold

### Tischtennis
- Yadira Silva Llorente
Frauen, Einzel

### Triathlon
- Francisco Serrano Plowells
Männer
- Faviola Adriana Corona
Frauen

### Turnen

#### Kunstturnen
- Maricela Cantu
Frauen, Mehrkampf

### Volleyball

#### Beachvolleyball
| Frauen           | Frauen |
| ---------------- | ------ |
| Bibiana Candelas | Team   |
| Mayra García     | Team   |

### Wasserspringen
| Männer                       | Männer                | Männer |
| ---------------------------- | --------------------- | ------ |
| Yahel Castillo               | Kunstspringen 3 m     |        |
| Rommel Pacheco               | Turmspringen 10 m     |        |
| Germán Sánchez               | Turmspringen 10 m     |        |
| Frauen                       |                       |        |
| Jashia Luna                  | Kunstspringen 3 m     |        |
| Laura Sánchez                | Kunstspringen 3 m     |        |
| Paola Espinosa               | Turmspringen 10 m     |        |
| Tatiana Ortiz                | Turmspringen 10 m     |        |
| Paola Espinosa Tatiana Ortiz | Synchronspringen 10 m | Bronze |